# Ängagölen (Näshults socken, Småland)
Ängagölen är en sjö i Vetlanda kommun i Småland och ingår i Emåns huvudavrinningsområde.